# 上海西駅
上海西駅（シャンハイにしえき、簡体字中国語: 上海西站、拼音: Shànghăi Xī Zhàn）は中華人民共和国上海市普陀区にある、中国鉄路総公司（CR）の駅。
本項では、近接する上海軌道交通の上海西駅駅（シャンハイにしえきえき）についても記述する。

## 利用可能な鉄道路線
中国鉄路総公司
京滬線
滬昆線
滬寧都市間鉄道号線
上海軌道交通
■11号線
■15号線

## 歴史

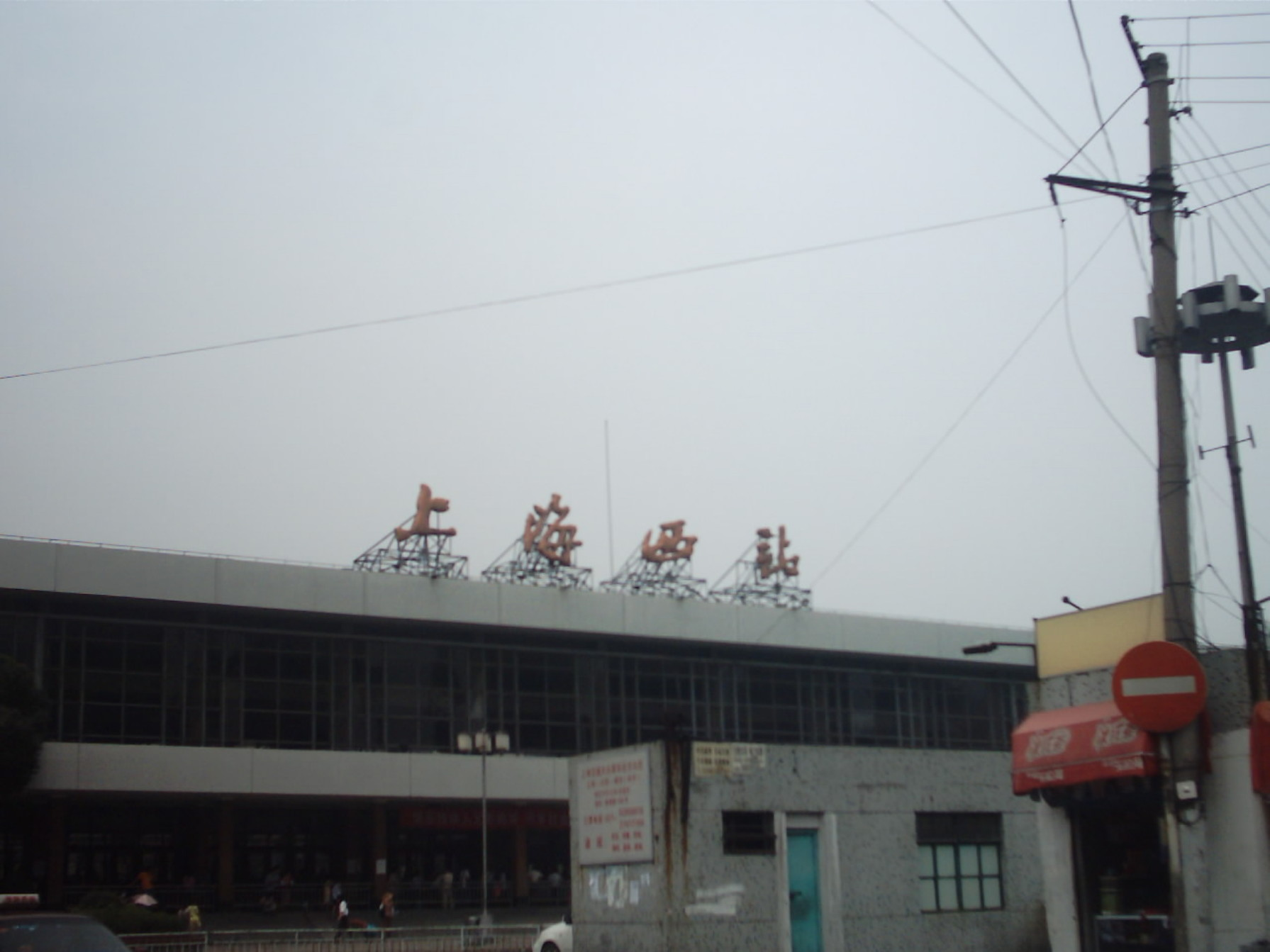
旧駅舎

清光緖33年（1907年）9月に真如駅（真如火車站）として開業した。1989年1月に現在の上海西駅に改称された。上海駅の西5kmに位置しており、かつては長距離旅客列車の始発駅として上海駅の副次的なターミナルとして機能していたが、空調設備がないなど接客設備が貧弱であった。また南京方面に向かう列車と杭州に向かう列車が錯綜するなど過密ダイヤの問題があった。そのため2006年7月1日に新たなターミナル駅として上海南駅が開業すると旅客扱いは停止された。
その後駅舎は改築され、2010年7月1日に南京駅からの滬寧都市間鉄道が上海駅まで開通すると同時に上海西駅も旅客扱いを再開した。現在は列車番号がGから始まる高速列車だけが上下あわせて12本のみ停車する。
なお、現在上海地下鉄のターミナル駅として整備中であり、まず11号線が開業し、その後15号線が乗り入れた。

### 年表
- 1907年9月 - 真如駅として開業。
- 1989年1月 - 上海西駅に改称。
- 2006年7月1日 - 上海南駅の開業に伴い客扱いを停止。その後駅舎の大改築に入る。
- 2009年12月31日 - 上海軌道交通11号線が開業し、当駅に接続。
- 2010年7月1日 - 滬寧都市間鉄道の開業に伴い客扱いを再開。
- 2021年1月23日 - 上海軌道交通15号線開業[1][2]。

## 駅構造
鉄道駅と地下鉄駅は、将来は地下道で結ばれる予定である。

### 中国鉄路総公司

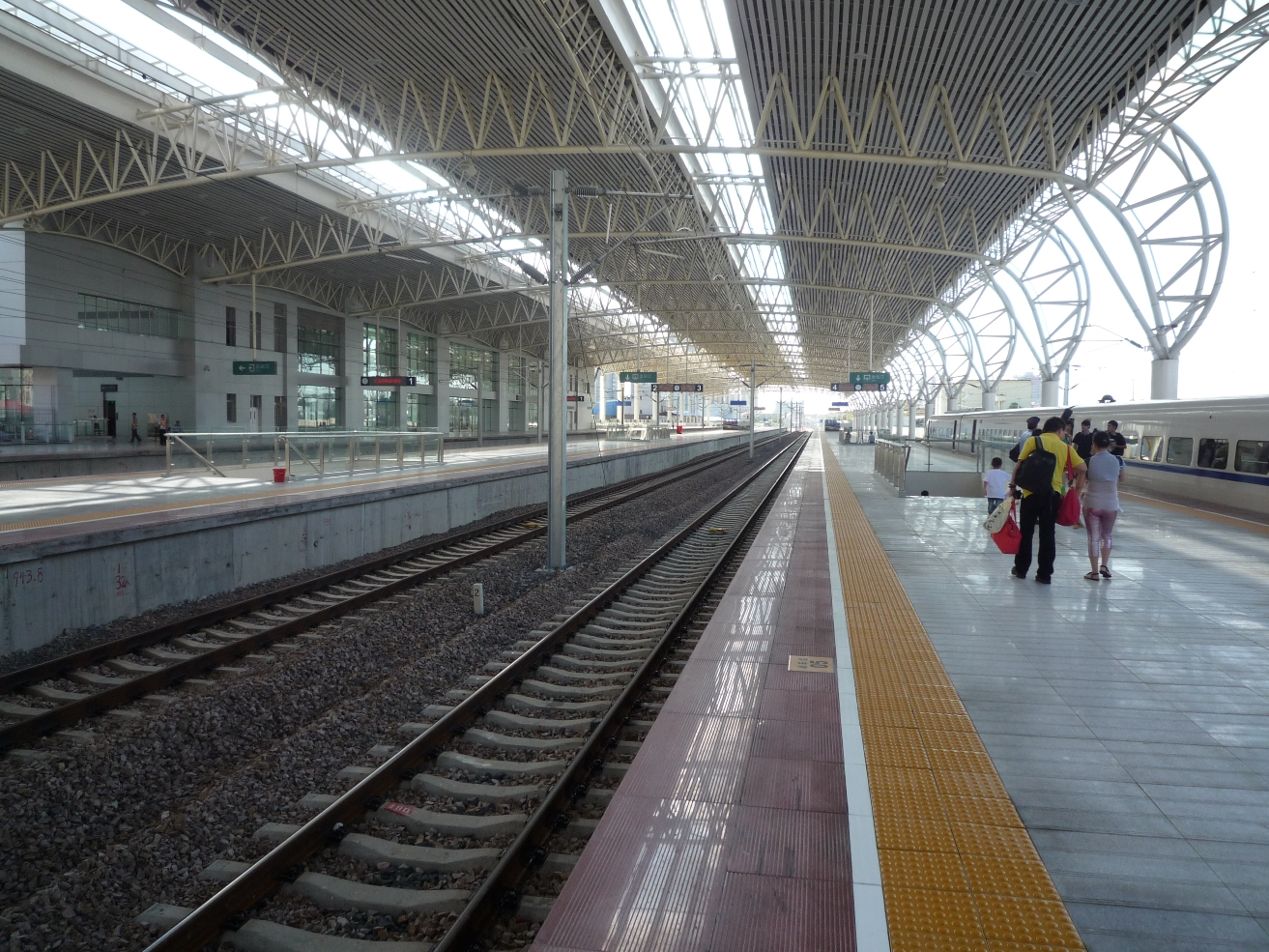
プラットホーム

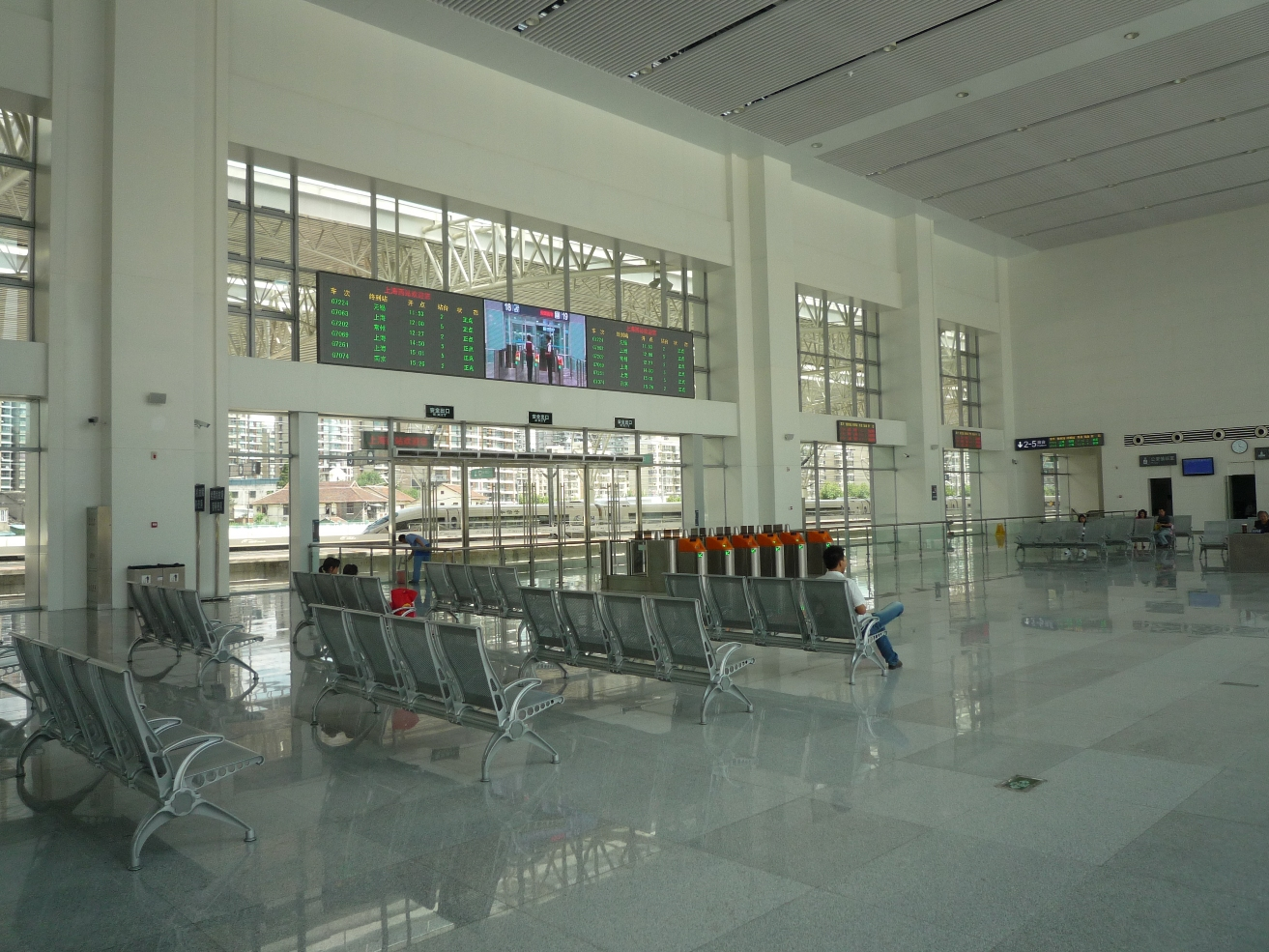
待合室

単式ホーム1面、島式ホーム2面、5線の地上駅。ホームはドーム状の屋根で覆われている。

### 上海軌道交通
島式ホーム各1面2線、計2面4線の地下駅。ホームドアは開業時から設置。
のりば
| ホーム                  | 路線   | 行先                             |
| ----------------------- | ------ | -------------------------------- |
| 11号線ホーム（地下2階） |        |                                  |
| 上り                    | 11号線 | 徐家匯・東方体育中心・迪士尼方面 |
| 下り                    | 11号線 | 嘉定北・花橋方面                 |
| 15号線ホーム（地下3階） |        |                                  |
| ③                       | 15号線 | 紫竹高新区方面                   |
| ④                       | 15号線 | 顧村公園方面                     |

## 隣の駅
中国鉄路総公司
京滬線　(現在は停車する列車がない)
江橋鎮駅 - 上海西駅 - 上海駅
滬昆線
上海駅 - 上海西駅 - 封浜駅
滬寧都市間鉄道
上海駅 - 上海西駅 - 南翔北駅
上海軌道交通
 11号線
真如駅 - 上海西站駅 - 李子園駅
 15号線
武威東路駅 - 上海西站駅 - 銅川路駅